# Условна реакција
Условна реакција је одговор који је научен у процесу класичног условљавања, а чини га реакција слична безусловној, која се јавља као одговор на условну драж.